# Трипсиноген
Трипсиноген — неактивная форма фермента трипсина, профермент.

## Состав
Состоит в основном из лизина и аргинина. Серин и гистидин, из которых состоит активный центр фермента, разделены и неактивны.

## Путь активации
Фермент энтеропептидаза и ионы кальция катализируют отщепление гексапептида (поскольку это не единственная функция энтеропептидазы, то трипсин сам катализирует реакцию превращения, то есть она автокаталитическая).
После отщепления гексапептида происходит частичная деформация спирали — изгиб, в результате которого гистидин и серин сближаются и становятся активным центром.